# نورت اگاستا (کارولینای جنوبی)
نورت اگاستا(به انگلیسی: North Augusta) شهری در ایالت کارولینای جنوبی کشور ایالات متحده آمریکا است که جمعیت آن در سرشماری سال ۲۰۱۰ میلادی، ۲۱٬۳۴۸ نفر بوده‌است.